# 白翱
白翱（1462年—1521年），字鳳儀，四川成都府綿州人，府軍前衛軍籍，明朝政治人物。

## 生平
順天府鄉試第三十四名舉人。成化二十三年（1487年）中式丁未科三甲第四十六名進士曾任山西按察司副使。正德七年因河南民變牽連，降一级。

## 家族
曾祖白敏受；祖父白聦，遇例冠帶；父白永通，冠帶將軍。母陳氏。